# Austrosmittium biforme
Austrosmittium biforme är en svampart som beskrevs av M.C. Williams & Lichtw. 1992. Austrosmittium biforme ingår i släktet Austrosmittium och familjen Legeriomycetaceae.   Inga underarter finns listade i Catalogue of Life.